# 유리가면 (김윤아의 음반)
《유리가면(琉璃假面)》은 김윤아의 2집 정규 앨범이다. 모든 곡의 작사·작곡을 김윤아가 맡았다. 특히 이 앨범의 편곡 및 공동 프로듀싱을 담당한 아르헨티나의 음악가이자 미국에서 주로 활동하는 죠르지 칼란드렐리(Jorge Calandrelli)는 미국뿐만 아니라 전세계의 대중음악을 이끄는 대가이며 셀린 디온, 제니퍼 로페즈, 리키 마틴, 바브라 스트라이샌드, 요요마, 로열 필하모닉 오케스트라 등 많은 뮤지션과 음악그룹의 음반에 참여한 프로듀서이다. 또한 2001년에는 이안 감독의 《와호장룡》 사운드트랙에 참여를 해 메인 타이틀곡인 〈A Love Before Time〉을 작곡했으며 탄둔과 함께 아카데미 음악상을 수상한 바 있다. 그리고 본 앨범의 타이틀곡인 〈야상곡〉은 2008년 방영된 SBS 드라마 《비천무》 OST에 박지윤이 리메이크한 버전을 부른 곡으로 수록된 적이 있으며, Mnet의 뮤직드라마 《몬스타》에서 하연수와 강하늘이 듀엣으로 부르기도 했다.

## 수록곡
- 전체 작사・작곡: 김윤아

| #            | 제목                                             | 편곡                      | 재생 시간 |
| ------------ | ------------------------------------------------ | ------------------------- | --------- |
| 1.           | 〈불안은 영혼을 잠식한다〉                       | 김윤아                    | 4:10      |
| 2.           | 〈사랑, 지나고 나면 아무 것도 아닐 마음의 사치〉 | 김윤아, Jorge Calandrelli | 4:58      |
| 3.           | 〈세상의 끝〉                                    | 김윤아                    | 4:27      |
| 4.           | 〈야상곡〉 (夜想曲)                              | 김윤아                    | 4:10      |
| 5.           | 〈나는 위험한 사랑을 상상한다〉                  | 김윤아                    | 3:25      |
| 6.           | 〈봄이 오면〉 (Guitar Ver.)                      | 이병우                    | 3:24      |
| 7.           | 〈Melancholia〉                                  | 김윤아, Jorge Calandrelli | 5:16      |
| 8.           | 〈미저리〉                                       | 김윤아, 방준석            | 4:09      |
| 9.           | 〈봄이 오면〉 (Piano Ver.)                       | 김윤아                    | 3:37      |
| 10.          | 〈증오는 나의 힘〉                               | 김윤아                    | 4:45      |
| 11.          | 〈Girl Talk〉                                    | 김윤아, 황준익            | 3:22      |
| 총 재생 시간 | 총 재생 시간                                     | 총 재생 시간              | 45:43     |